# 伊德里斯·薩爾迪

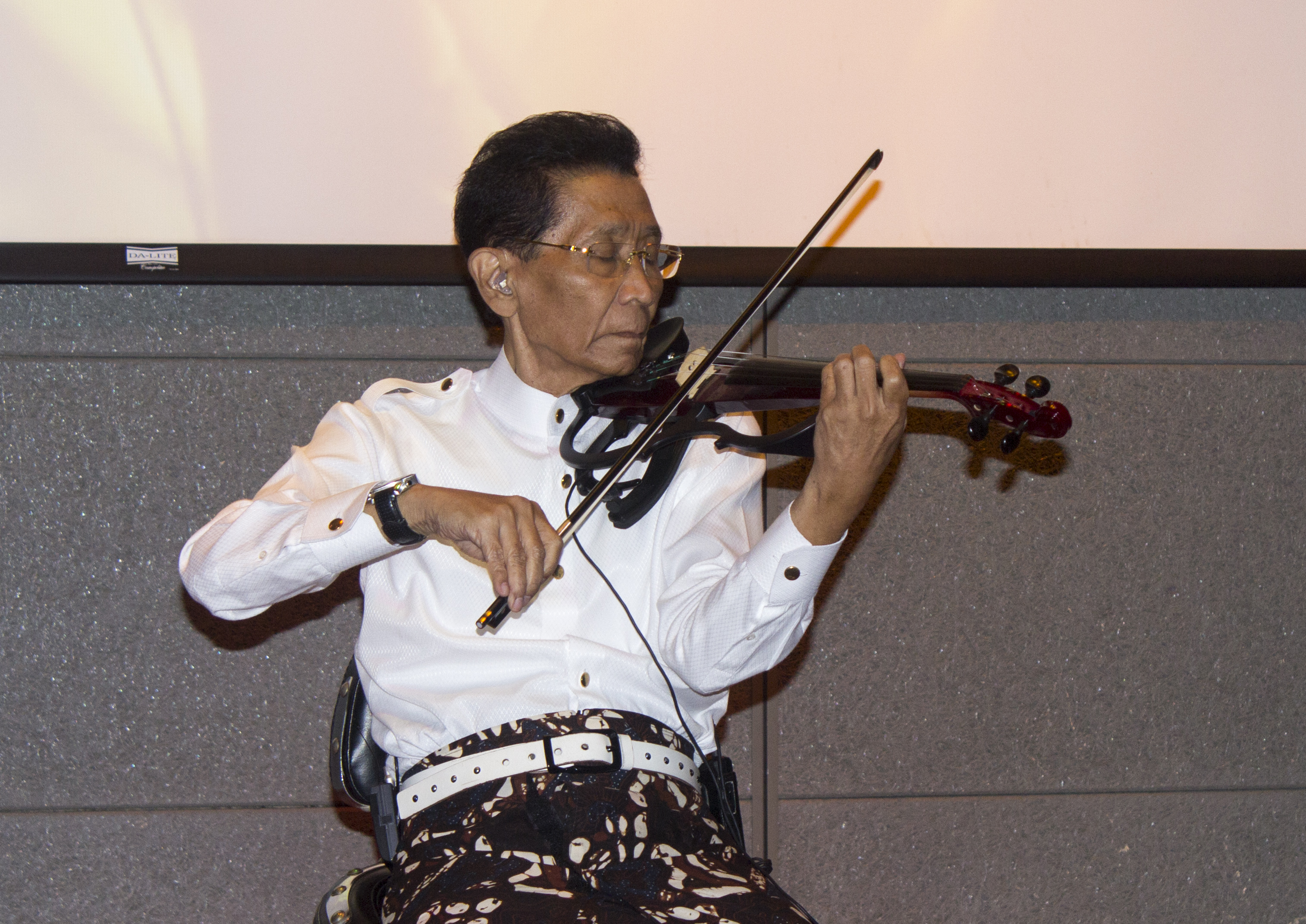
伊德里斯·薩爾迪

伊德里斯·薩爾迪（1938年6月7日—2014年4月28日），是一名印度尼西亚小提琴家。他的演绎生涯有50多年，直至2013年退休。他是音樂家馬斯薩爾迪（Mas Sardi）和演員哈迪查的兒子。
他死于印度尼西亚医院，享年75岁。